# Parafia św. Mikołaja w Zielonej Górze (Racula)
Parafia Świętego Mikołaja w Zielonej Górze – parafia rzymskokatolicka w dzielnicy Zielonej Góry – Raculi, należąca do dekanatu Zielona Góra – Podwyższenia Krzyża Świętego diecezji zielonogórsko-gorzowskiej, metropolii szczecińsko-kamieńskiej w Polsce, erygowana 24 maja 1960 roku.

## Historia parafii
Parafia w Raculi wzmiankowana była już w 1376, w czasie reformacji w 1525 kościół przejęli protestanci. Po pokoju westfalskim w 1654 kościół powrócił do katolików. Do 1837 funkcjonował jako samodzielna parafia, potem stał się filią parafii św. Jadwigi Śląskiej w Zielonej Górze. W 1960 ponownie erygowano samodzielną parafię.

## Zasięg parafii
Do parafii należą wierni z Raculi i Ługowa.

## Proboszczowie
- ks. Feliks Kwilas (1960–1962)
- ks. Edward Grudziecki (1962–2006)
- ks. Andrzej Warchał (2006–2018)
- ks. Radosław Szymański (2018–2020)
- ks. Andrzej Fiołka (2020–2022)
- ks. Zygmunt Mokrzycki (od 1 sierpnia 2022)